# Innovacom
Innovacom est une société de capital risque française, indépendante, spécialisée dans les technologies du numérique.
Innovacom finance en fonds propres des sociétés innovantes à leur création, en phase de démarrage ou de développement dans les domaines des composants, du matériel, des logiciels et des services.

## Histoire
Les premiers fonds Innovacom, alors gérés par Sofinnova, dont la Compagnie auxiliaire de télécommunications, filiale reconvertie en bras armé de la Direction générale des Télécommunications pour l'activité de capital risque, détient alors 17 %, commencent leur activité en 1985.
En 1988, la société Innovacom est créée. C'est l'un des rares gestionnaires de fonds français présent à l'international. Il a financé au total plus de 300 sociétés pour environ 1 milliard d'euros. Pour accompagner la révolution du numérique, Innovacom a d'abord été présente dans le domaine des télécoms puis de l'internet et des contenus. France Télécom en est le principal sponsor durant 24 ans avant qu'Innovacom devienne une entité pleinement indépendante en 2012.
Début 2019, Innovacom annonce son rapprochement avec la société Turenne Capital Partenaires[source insuffisante]. Cette opération s'inscrit dans la consolidation générale du marché du capital-investissement.

## Investissement
La société investit désormais dans tous les secteurs où le numérique apporte des technologies de rupture (deep tech) et élargi son activité de corporate venture à d'autres industriels. Elle investit en particulier dans les télécoms, les transports, l'énergie, la santé, l'environnement, lors du démarrage des projets.
Innovacom gère (en 2025) les Fonds commun de placement Innovacom 6, Technocom 2, Technocom 3, les fonds Avenir Numérique et Industries d'Avenir et Territoires ouverts au grand public ainsi que le fonds de réindustrialisation de la Région Île-de-France pour un montant cumulé de près de 350 M€.
Innovacom intervient dans des domaines variés de l'économie. Elle se positionne sur des sujets apportant des réponses en matière de souveraineté quand elle soutient notamment des concepteurs grenoblois de microprocesseurs et d'environnement quand elle investit dans la certification des projets à impact.

## Sociétés soutenues
- 21Net : services haut débit pour trains à grande vitesse - acquise par Alstom
- AirLynx : réseaux radio privés 4G - acquise par Atos[13]
- Business Objects : pionnier de la business intelligence - cotée (NASDAQ: BOBJ)
- Digitick : billetterie électronique - acquise par Vivendi
- Exagan : composants à base de nitrure de gallium sur silicium[14] - acquise par STmicroelectronics[15]
- Gemplus : maintenant Gemalto (Thalès)
- G2Mobility : acquise par Total[16]
- Heptagon : acquise par AMS[17]
- Inventel : équipements de télécom - acquise par Thomson
- Jabber : messagerie instantanée - acquise par Cisco
- Kelkoo : comparateur de prix - acquise par Yahoo!
- Netezza : gestion de données - acquise par IBM
- Olea Medical : traitement d'imagerie médical - acquise par Toshiba devenue Canon[18]
- Owlient : jeux sociaux - acquise par Ubisoft
- Qobuz : service de musique en ligne haute qualité - reprise par Xandrie
- Streamezzo : rich media services - acquise par Amdocs
- Videoplaza : publicité en ligne - acquise par Telstra
- Witbe : qualité des réseaux - cotée (Euronext Growth : ALWIT)

Elle est présente dans l'aérospatial et le new space avec Aura aéro : avion électrique, CAILabs : composants optiques, Elixir Aircraft : avions école, Exotrail : propulseurs pour nanosatellites, Wingly : plateforme de services pour l'aviation générale.
Elle est active dans la microélectronique avec I-ten : microbatteries.
Elle intervient historiquement dans les télécoms avec Intersec : mégadonnées pour opérateurs mobiles, Scintil Photonics : technologie de photonique sur silicium.
Elle soutient des projets dans la santé avec Avicenna.ai : intelligence artificielle pour les services d'urgence médicale, Diabeloop : pancréas artificiel, Oso-ai : analyse des sons d'origine humaine.
Elle a investi dans les logiciels avec Cozy Cloud : gestion de données personnelles, MicroEJ : système d'exploitation pour les objets du quotidien.
Innovacom participe à l'émergence de sociétés telles que Aufeminin, BusinessObjects, Gemplus, Infovista, Intershop, Kelkoo, Lastminute.com, Netcentrex ou Soitec[réf. souhaitée].